# Caronport
Caronport es un pueblo canadiense situado en la provincia de Saskatchewan.

## Superficie
Caronport tiene una superficie de 1,82 km².

## Demografía
En 2021, tenía 1033 habitantes, una densidad poblacional de 566,3 hab./km², y 386 viviendas.